# 埃及第二十王朝
埃及第二十王朝是古埃及歷史上的一個王朝，其與第十八王朝和第十九王朝統稱新王國時期。第二十王朝是新王國時期最後一個王朝，繼其之後就是第三中間時期。
第二十王朝的首都位於培爾—拉美西斯。

## 法老列表
- 西方定名 塞特纳克特 Setnakhte

假名和真名 乌瑟哈拉-麦拉蒙-塞特潘利.塞特纳克特-麦雷利-麦拉蒙
Userkhaure-meramun-setpenre Setnakhte-mererre-meramun
- 西方定名 拉美西斯三世 Ramesses

假名和真名 乌瑟马瑞-麦拉蒙.拉美斯-赫卡昂
Usermare-meramun Ramesse-hekaon
- 西方定名 拉美西斯四世 Ramesses

假名和真名 西克马瑞-塞特潘那蒙.拉美斯
Hikmare-setpenamun Ramesse
- 西方定名 拉美西斯五世 Ramesses

假名和真名 Usermare-sekheperenre Ramesse-amenhikhopshef-meramun
- 西方定名 拉美西斯六世 Ramesses

假名和真名 Nebmare-meramun Ramesse-amenhikhopshef-nuthekaon
- 西方定名 拉美西斯七世 Ramesses

假名和真名 Usermare-meramun-setpenre Ramesse-itamun-nutehekaon
- 西方定名 拉美西斯八世 Ramesses

假名和真名 Usermare-akhenamun Ramesse-sethikhopshef-meramun
- 西方定名 拉美西斯九世 Ramesses

假名和真名 Neferkare-setpenre Ramesse-khaemwise-mereramun
- 西方定名 拉美西斯十世 Ramesses

假名和真名 Khepermare-setpenre Ramesse-amenhikhopshef-meramun
- 西方定名 拉美西斯十一世 Ramesses

假名和真名 Menmare-setpenptah Ramesse-khaemwise-mereramun-nutehekaon